# Рижин
Рижин (пол. Ryżyn) — село в Польщі, у гміні Хжипсько-Велике Мендзиходського повіту Великопольського воєводства.
Населення — 171 особа (2011).
У 1975-1998 роках село належало до Познанського воєводства.

## Демографія
Демографічна структура станом на 31 березня 2011 року:
|          | Загалом | Допрацездатний вік | Працездатний вік | Постпрацездатний вік |
| -------- | ------- | ------------------ | ---------------- | -------------------- |
| Чоловіки | 82      | 24                 | 52               | 6                    |
| Жінки    | 89      | 25                 | 46               | 18                   |
| Разом    | 171     | 49                 | 98               | 24                   |